# Florestano Pepe
Florestano Pepe, francoski general, * 1778, † 1851.